# Списак основних школа у Јужнобанатском округу
Списак државних основних школа у Јужнобанатском управном округу односно Граду Панчеву, општинама Вршац, Пландиште, Опово, Ковачица, Алибунар, Бела Црква и Ковин.

## Град Панчево
| Слика | Основна школа                     | Адреса                              | Година оснивања | Ранији називи | Реф.   |
| ----- | --------------------------------- | ----------------------------------- | --------------- | --- | ------ |
|       | Балетска школа „Димитрије Парлић” | Жарка Зрењанина 25, Панчево         | 1961.           | | [ 1 ]  |
|       | ОШ „Борисав Петров Браца”         | Жарка Зрењанина 179, Панчево        |                 | | [ 2 ]  |
|       | ОШ „Братство јединство”           | Петефи Шандора 33-35, Панчево       | 1884.           | | [ 3 ]  |
|       | ОШ „Бранко Радичевић”             | Владимира Жестића 21, Панчево       | 1944.           | Од 1827. град има три основне школе: Горњоварошка школа, друга код Успенске цркве и трећа Доњоварошка школа. У 19. веку у Доњој вароши су радиле две основне школе: „Цар Душан” и „Цар Лазар”. Данашња школа „Бранко Радичевић” је настављач рада обе ове школе. Од 1944. године под називом Државна народна школа „Бранко Радичевић”. | [ 4 ]  |
|       | ОШ „Исидора Секулић”              | Јанка Вукотића 7, Панчево           | 1979.           | | [ 5 ]  |
|       | ОШ „Јован Јовановић Змај”         | Змај Јовина 3, Панчево              | 1894.           | | [ 6 ]  |
|       | ОШ „Мирослав Мика Антић”          | Душана Петровића Шанета 11, Панчево | 1987.           | | [ 7 ]  |
|       | ОШ „Стевица Јовановић”            | Браће Јовановића 75, Панчево        | 1964.           | | [ 8 ]  |
|       | ОШ „Свети Сава”                   | Војвођанска бб, Панчево             | 1992.           | | [ 9 ]  |
|       | ОШ „Васа Живковић”                | Карађорђева 87, Панчево             | 1953.           | 1953. године школа је добила име „Доситеј Обрадовић”. Године 1971. названа је по панчевачком песнику и свештенику Васи Живковићу. | [ 10 ] |
|       | ШОСО „Мара Мандић”                | Цара Душана 34, Панчево             | 1967.           | | [ 11 ] |
|       | ОШ „Ђура Јакшић”                  | Лава Толстоја 30, Панчево           | 1912.           | | [ 12 ] |
|       | ОШ „Вук Стефановић Караџић”       | Иве Лоле Рибара 2, Старчево         |                 | | [ 13 ] |
|       | ОШ „Жарко Зрењанин”               | Маршала Тита 75, Банатско Ново Село | 1953.           | | [ 14 ] |
|       | ОШ „Жарко Зрењанин”               | Херцеговачка 12, Качарево           | 1952.           | | [ 15 ] |
|       | ОШ „4. октобар”                   | Трг Маршала Тита 8, Глогоњ          | 1962.           | | [ 16 ] |
|       | ОШ „Аксентије Максимовић”         | Аксентије Максимовић 1, Долово      |                 | До 1872. звала се Српска народна основна школа, а затим Вероисповедна основна школа (1872-1876), Српска општинска основна школа (1876-1921), Основна школа (1922-1926), Државна основна школа (1926-1930), Државна народна школа (1930-1946), Основна школа (1946-1950), Осмолетка (1951-1954), Осмогодишња школа (1954-1959), Основна школа (1959-1978), Школа за предшколско и основно васпитање и образовање (1978-1985) и Основна школа од 1985 до данас. | [ 17 ] |
|       | ОШ „Доситеј Обрадовић”            | Трг Светог Саве 3, Омољица          | 1966.           | | [ 18 ] |
|       | ОШ „Гоце Делчев”                  | Трг Бориса Кидрича 10, Јабука       | 1912.           | | [ 19 ] |
|       | ОШ „Моша Пијаде”                  | 29. новембра 56-58, Иваново         | 1965.           | | [ 20 ] |
|       | ОШ „Олга Петров”                  | Олге Петров 1, Банатски Брестовац   |                 | | [ 21 ] |

## Општина Вршац
| Слика | Основна школа                          | Адреса                       | Година оснивања                  | Ранији називи | Реф.   |
| ----- | -------------------------------------- | ---------------------------- | -------------------------------- | --- | ------ |
|       | Музичка школа „Јосиф Маринковић” Вршац | Трг победе 4, Вршац          | 1938.                            | Од 1955. године је радила под називом „Градска музичка школа”. Од 1998. Основна музичка школа „Јосиф Маринковић” .     | [ 22 ] |
|       | ОШ „Јован Стерија Поповић”             | Жарка Зрењанина 114, Вршац   | 1950.                            | Године 1950. и добија назив Осмолетка број 4. Школске 1953—54. године добија назив Осмогодишња школа „Жарко Зрењанин”. | [ 23 ] |
|       | ОШ „Младост”                           | Омладински трг бб, Вршац     | 1995.                            | | [ 24 ] |
|       | ОШ „Олга Петров Радишић”               | Вука Караџића 8, Вршац       | 1955.                            | | [ 25 ] |
|       | ОШ „Паја Јовановић”                    | Школски трг 3, Вршац         | 1960.                            | | [ 26 ] |
|       | ОШ „Вук Караџић”                       | Дворска 17-19, Вршац         | почетци образовања крај 18. века | | [ 27 ] |
|       | ШОСО „Јелена Варјашки”                 | Жарка Зрењанина 22, Вршац    |                                  | | [ 28 ] |
|       | ОШ „Жарко Зрењанин”                    | Исе Јовановића 5, Избиште    | 1954.                            | | [ 29 ] |
|       | ОШ „Ђура Јакшић”                       | Жарка Зрењанина 79, Павлиш   | 1810.                            | | [ 30 ] |
|       | ОШ „Бранко Радичевић”                  | Трг ослобођења 3, Уљма       | 1950.                            | Јединствена школа Осмољетка се ствара 1950. године, а 1958. добија данашњи назив Осмогодишња школа „Бранко Радичевић”  | [ 31 ] |
|       | ОШ „Бранко Радичевић”                  | Стеријина 5, Велико Средиште |                                  | | [ 32 ] |
|       | ОШ „Моша Пијаде”                       | Трг ослобођења 2, Гудурица   | 1946.                            | | [ 33 ] |
|       | ОШ „Кориолан Добан”                    | Вршачка бб, Куштиљ           | почетци образовања крај 19. века | 1948. | [ 34 ] |

## Општина Пландиште
| Слика | Основна школа              | Адреса                         | Година оснивања | Ранији називи | Реф.   |
| ----- | -------------------------- | ------------------------------ | --------------- | ------------- | ------ |
|       | ОШ „Доситеј Обрадовић”     | Војводе Путника 60, Пландиште  |                 |               | [ 35 ] |
|       | ОШ „Јован Јовановић Змај”  | Валентова 3, Хајдучица         | 1826.           |               | [ 36 ] |
|       | ОШ „Јован Стерија Поповић” | Маршала Тита 116, Велика Греда | 1850.           |               | [ 37 ] |

## Општина Опово
| Слика | Основна школа          | Адреса                       | Година оснивања | Ранији називи | Реф.   |
| ----- | ---------------------- | ---------------------------- | --------------- | ------------- | ------ |
|       | ОШ „Доситеј Обрадовић” | Братства јединства 14, Опово | 1770.           |               | [ 38 ] |

## Општина Ковачица
| Слика | Основна школа          | Адреса                    | Година оснивања         | Ранији називи | Реф.   |
| ----- | ---------------------- | ------------------------- | ----------------------- | ------------- | ------ |
|       | ОШ „Млада поколења”    | Маршала Тита 33, Ковачица |                         |               | [ 39 ] |
|       | ОШ „Лукреција Анкуцић” | Маршала Тита 27, Самош    |                         |               | [ 40 ] |
|       | ОШ „Маршал Тито”       | Трг ослобођења 22, Падина |                         |               | [ 41 ] |
|       | ОШ „Михајло Пупин”     | Михајла Пупина 51, Идвор  |                         |               | [ 42 ] |
|       | ОШ „Моша Пијаде”       | Серво Михаља 32, Дебељача | 1951.                   |               | [ 43 ] |
|       | ОШ „Сава Жебељан”      | Маршала Тита 8, Црепаја   |                         |               | [ 44 ] |
|       | ОШ „Свети Георгије”    | Маршала Тита 143, Уздин   | почеци школства 18. век |               | [ 45 ] |

## Општина Алибунар
| Слика | Основна школа            | Адреса                                | Година оснивања                   | Ранији називи | Реф.   |
| ----- | ------------------------ | ------------------------------------- | --------------------------------- | ------------- | ------ |
|       | ОШ „Братство јединство”  | Вука Караџића 4, Алибунар             | почетци школства 1802.            |               | [ 46 ] |
|       | ОШ „2. октобар”          | Главна 42, Николинци                  |                                   |               | [ 47 ] |
|       | ОШ „3. октобар”          | Лењинова 95, Локве                    |                                   |               | [ 48 ] |
|       | ОШ „Душан Јерковић”      | Жарка Зрењанина 36, Банатски Карловац | 1802.                             |               | [ 49 ] |
|       | ОШ „Милош Црњански”      | Милош Црњански 88, Иланџа             |                                   |               | [ 50 ] |
|       | ОШ „Први мај”            | Цара Лазара 47, Владимировац          | 1809.                             |               | [ 51 ] |
|       | ОШ „Сава Вељковић”       | Светог Саве 408, Добрица              | почетци школства крај 18. века    |               | [ 52 ] |
|       | ОШ „Томаш Гарик Масарик” | Едварда Кардеља 1, Јаношик            | почетци школства средина 19. века |               | [ 53 ] |

## Општина Бела Црква
| Слика | Основна школа          | Адреса                            | Година оснивања                                                                                                 | Ранији називи | Реф.   |
| ----- | ---------------------- | --------------------------------- | --- | ------------- | ------ |
|       | ОШ „Доситеј Обрадовић” | Милетићева 6, Бела Црква          | 1992. |               | [ 54 ] |
|       | ОШ „Жарко Зрењанин”    | Жарка Зрењанина 13, Бела Црква    | 1925. |               | [ 55 ] |
|       | ОШ „Мара Јанковић”     | Трг палих бораца 1, Кусић         | Подаци о првој школи датирају још из средине 18. века. Садашњи назив носи након завршетка Другог светског рата. |               | [ 56 ] |
|       | ОШ „Марко Стојановић”  | Марка Стојановића 222, Врачев Гај | Подаци о школи забележени су још крајем 18. века.                                                               |               | [ 57 ] |
|       | ОШ „Михаил Садовеану”  | Васка Попое 60, Гребенац          | |               | [ 58 ] |
|       | ОШ „Сава Мунћан”       | Саве Мунћана 45, Крушчица         | 1853. |               | [ 59 ] |
|       | ОШ „Ђорђе Малетић”     | Маршала Тита 1, Јасеново          | |               | [ 60 ] |

## Општина Ковин
| Слика | Основна школа             | Адреса                            | Година оснивања                   | Ранији називи | Реф.   |
| ----- | ------------------------- | --------------------------------- | --------------------------------- | ------------- | ------ |
|       | ОШ „Десанка Максимовић”   | Цара Лазара 197, Ковин            |                                   |               | [ 61 ] |
|       | ОШ „Јован Јовановић Змај” | Трг Жарка Зрењанина 9, Ковин      | 1912.                             |               | [ 62 ] |
|       | ОШ „Ђура Јакшић”          | ЈНА 34, Ковин                     | 1957.                             |               | [ 63 ] |
|       | ОШ „Бора Радић”           | Вукице Митровић 1, Баваниште      | 1772.                             |               | [ 64 ] |
|       | ОШ „Миша Стојковић”       | Мише Стојковића 204, Гај          | 1985.                             |               | [ 65 ] |
|       | ОШ „Предраг Кожић”        | Цара Лазара 94, Дубовац           |                                   |               | [ 66 ] |
|       | ОШ „Паја Маргановић”      | Маршала Тита 89, Делиблато        |                                   |               | [ 67 ] |
|       | ОШ „Сава Максимовић”      | Жарка Зрењанина 57, Мраморак      | почетци шклоства почетак 19. века |               | [ 68 ] |
|       | ОШ „Жарко Зрењанин”       | Братства јединства 49, Скореновац | 1887.                             |               | [ 69 ] |
|       | ОШ „Ђура Филиповић”       | Светог Саве 1, Плочица            | 1950.                             |               | [ 70 ] |